# Rendezett test
Az absztrakt algebrában rendezett testnek nevezzük az {\displaystyle \mathbb {F} } testet, ha elemein definiálva van egy < tranzitív reláció az alábbi tulajdonságokkal.
1. Tetszőleges {\displaystyle a,b\in \mathbb {F} }-re {\displaystyle a<b}, {\displaystyle b<a} és {\displaystyle a=b} közül pontosan egy teljesül.
2. Ha {\displaystyle 0<a,b}, akkor {\displaystyle 0<ab}.
3. Ha {\displaystyle a<b}, akkor {\displaystyle a+c<b+c} tetszőleges {\displaystyle c\in \mathbb {F} }-re.

A rendezett test a valós analízis egyik legfontosabb fogalma, minthogy a valós számok legtöbb axiómarendszere abból indul ki, hogy ezek rendezett testet alkotnak.

## A definíció egyszerű következményei
- Rendezett testben {\displaystyle 0<1}.
- Rendezett test karakterisztikája 0.
- A rendezett testek mindig végtelenek.
- Rendezett testben minden nemnulla elem négyzete nagyobb nullánál.
- Rendezett test részteste is rendezett.

## Példák
Rendezett testet alkotnak a valós számok, a racionális számok és a valós algebrai számok. Nem alkotnak rendezett testet a komplex számok és az algebrai számok.

## Elrendezhetőség, formálisan valós és valósan zárt test
A definícióban szereplő < relációt rendezésnek nevezzük. Egy test elrendezhető, ha definiálható rajta rendezés.
Egy test akkor és csak akkor elrendezhető, ha benne a -1 nem négyzetösszeg. Ez az Artin–Schreier-tétel. Az ilyen testeket formálisan valósnak nevezzük.
Valósan zárt egy test, ha formálisan valós, de egyetlen algebrai bővítése sem formálisan valós. Ha egy rendezett test valósan zárt, akkor csak egy rendezése van.

## Arkhimédészien rendezett test
Egy {\displaystyle \mathbb {F} } test arkhimédészien rendezett, ha tetszőleges {\displaystyle a\in \mathbb {F} }-hez található olyan {\displaystyle n} természetes szám, amelynek esetében {\displaystyle a<n}. Arkhimédészien rendezett testet alkotnak a valós és a racionális számok.
Nem arkhimédészien rendezett testet alkot a valós együtthatós polinomok gyűrűjének {\displaystyle \mathbb {H} } hányadosteste a következő rendezéssel: legyen {\displaystyle 0<h(x)\in \mathbb {H} } akkor, ha {\displaystyle h(x)} határértéke a végtelenben pozitív (esetleg végtelen). Ebben a {\displaystyle \mathbb {H} } testben az {\displaystyle x} elem minden természetes számnál nagyobb.